# 米特里達梯二世 (本都)
米特里達梯二世, 本都王國第三任國王，阿里奧巴爾贊的兒子及繼承人。

## 生平
米特里達梯登基時間不详，但相信是在前240年之前。曼農（Memnon）記載說米特里達梯在他父親死時仍是一個小孩，而他的女兒在前222年已介適婚年齡。他登基後不久，王國便被高盧人入侵，后者最終被擊退。
米特里達梯成年後與塞琉古二世的姊妹勞廸絲（Laodice）成婚，並得到弗里吉亞省作為嫁妝。儘管有這一段聯姻，在塞琉古與弟弟安條克·伊厄拉斯的戰爭中，米特里達梯仍與塞琉古於安卡拉戰役交手，最終將塞琉古擊敗，后者損失兩萬兵馬，仅以身免。米特里達梯將女兒勞迪絲三世下嫁塞琉西國王安條克三世；約在同時將另一個同名的女兒勞迪絲下嫁給安條克三世的親戚阿凱夫斯。前220年，米特里達梯向富裕而強大的錫諾普城宣戰，但未能攻克。直至前183年，錫諾普城才落入本都手中。
在前227年羅得島毁於地震之後，米特里達梯與其他亞洲君主爭相送大禮給羅得島人。

## 子嗣
米特里達梯卒年不详，王位由兒子米特里達梯三世繼承。

## 附註
1. ↑  曼農 History of Heracleia, 24.（英文）
2. ↑  波利比烏斯, Histories, v. 43, 74, viii. 22.（英文）
3. ↑  Ibid., iv. 56.（英文）
4. ↑  Ibid., v. 90.（英文）